# Мазуровиці
Мазуровиці (пол. Mazurowice, нім. Maserwitz) — село в Польщі, у гміні Мальчиці Сьредського повіту Нижньосілезького воєводства.
Населення — 371 особа (2011).
У 1975-1998 роках село належало до Вроцлавського воєводства.

## Демографія
Демографічна структура станом на 31 березня 2011 року:
|          | Загалом | Допрацездатний вік | Працездатний вік | Постпрацездатний вік |
| -------- | ------- | ------------------ | ---------------- | -------------------- |
| Чоловіки | 192     | 41                 | 137              | 14                   |
| Жінки    | 179     | 31                 | 106              | 42                   |
| Разом    | 371     | 72                 | 243              | 56                   |